# Веяльщицы
«Веяльщицы» (фр. Les Cribleuses de blé) — картина французского художника Гюстава Курбе, написанная в 1853 году.
«Веяльщицы» принадлежат к серии картин, изображающих жизнь крестьян Орнана, которую Курбе написал в 1850-х годах, однако она не похожа на большинство полотен художника этого периода. Курбе показал на картине тяжёлый крестьянский труд, но работа женщин отнюдь не выглядит утомительной. Курбе удалось изобразить крестьянок с восхищением и благоговением, придав полотну лиричную и светлую атмосферу. Он использовал ограниченную цветовую гамму, не лишённую, тем не менее, и сильных тонов, как в широком красном платье центральной фигуры. Известно, что эту девушку с ситом Курбе писал со своей сестры Зои, а для фигуры второй крестьянки позировала его другая сестра, Жюльетта. Изображённый на картине мальчик — сын художника, Дезире Вине.
Интерес вызывают такие детали картины, как свернувшаяся клубком спящая кошка на заднем плане, литография, прибитая к двери, и сундук, как бы блокирующий вход в комнату. Картина была благосклонно встречена публикой, но у некоторых критиков вызвал неприязнь неопрятный вид крестьянок и то, как художник расположил выглядывающие из-под платья ступни девушки.